# 格雷科角

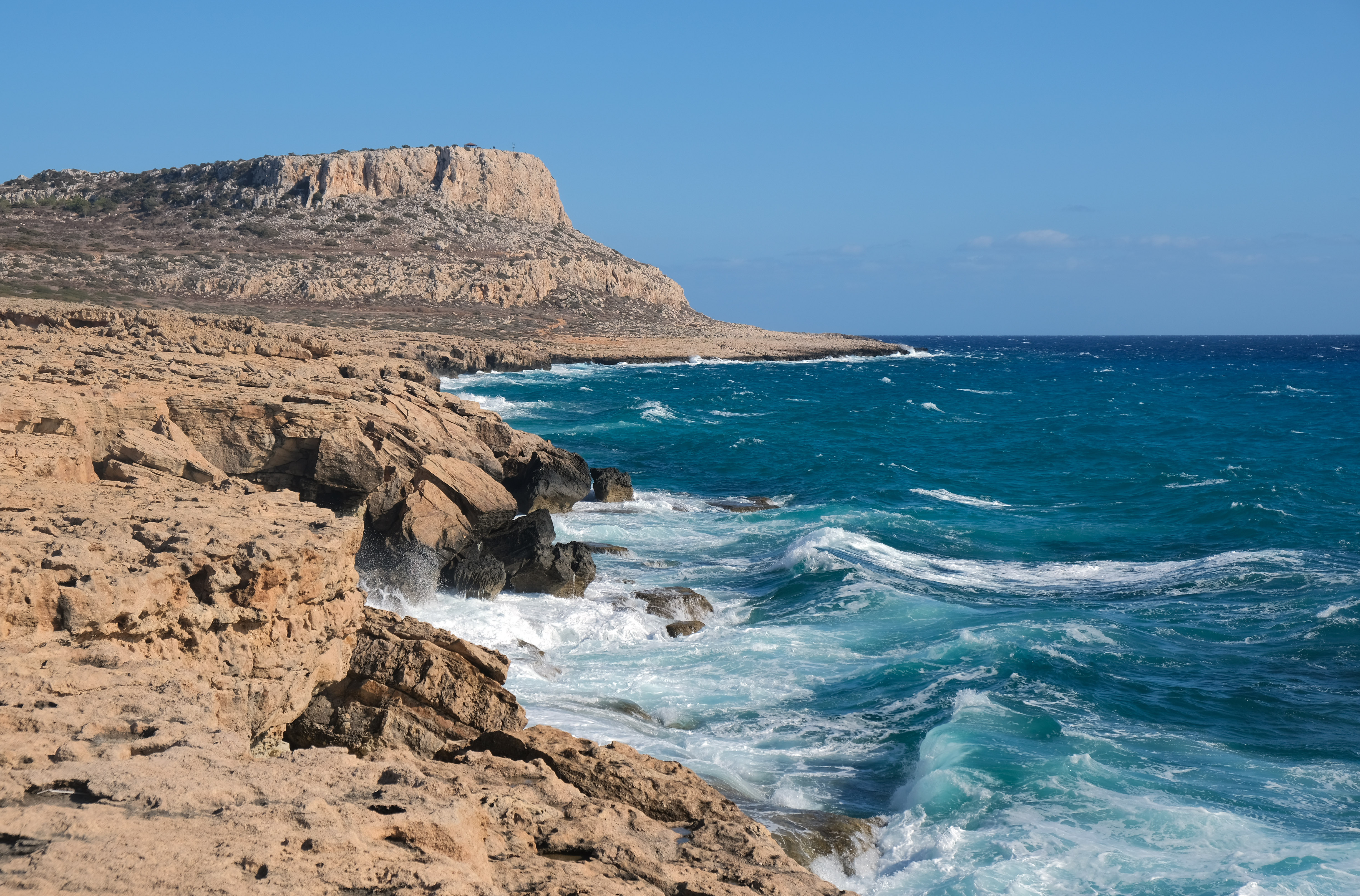
格雷科角

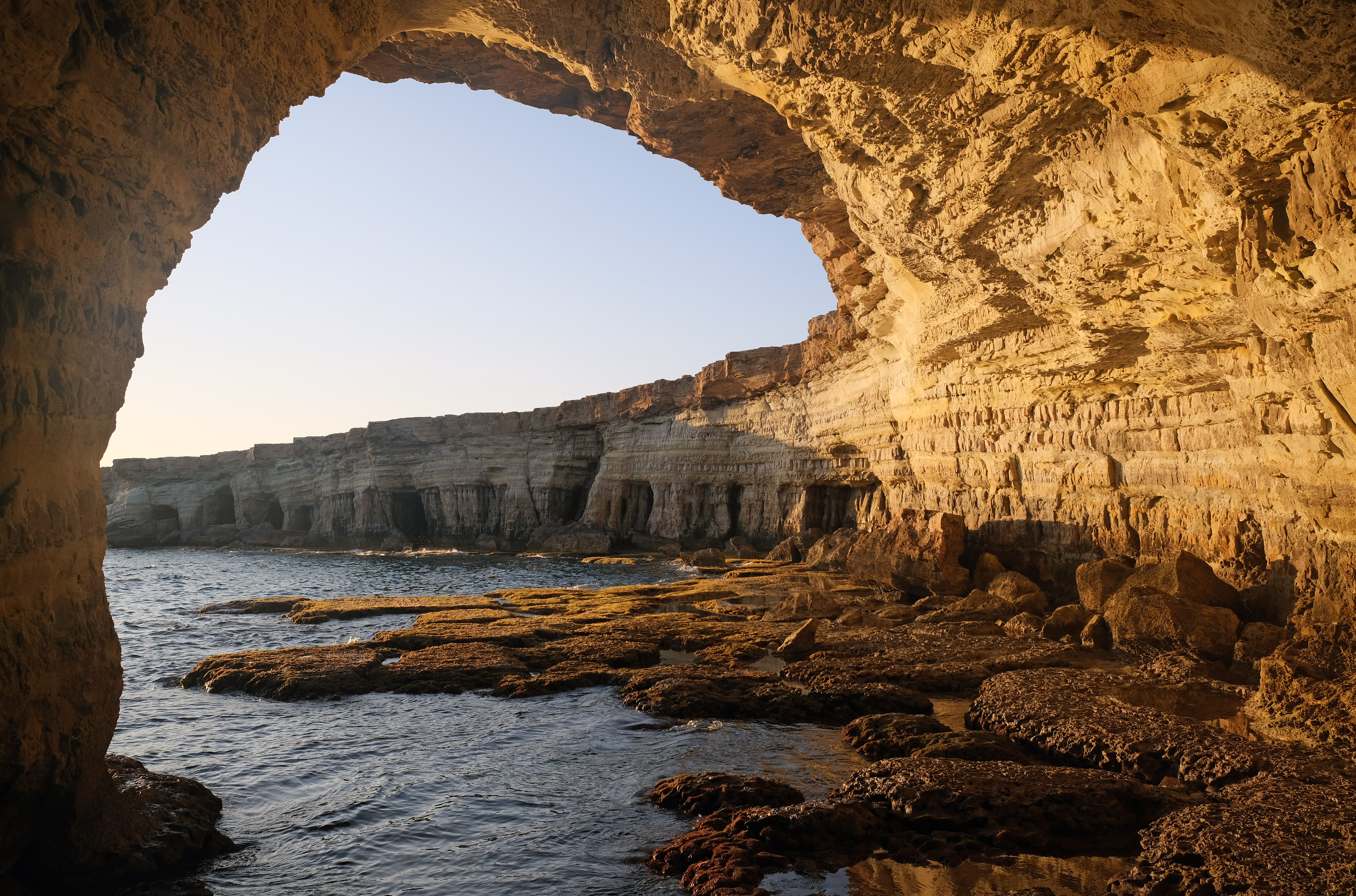
海岸洞穴

格雷科角（希臘語：Κάβο Γκρέκο，意为“希腊海角”），是塞浦路斯东南部的一个海岬，位于法马古斯塔湾的南端，属于圣纳帕市镇。该海岬处于两个旅游度假小镇圣纳帕和普罗塔拉斯之间。很多游客前来此地观赏这里的自然风光。此地为塞浦路斯共和国及欧盟事实上的最东端。据本地传说，这也是圣纳帕海怪的出没之处。

## 重要鸟类区域
因为这里是很多猛禽及其它鸟类的重要迁徙之地，国际鸟盟将围绕该海岬的1209公顷的区域列为重点鸟区。该区为西红脚隼、草原鹞、欧洲蜂鹰、紅隼以及其它鸟类的迁徙瓶颈地，尽管该海岬为塞浦路斯内务部森林局下属的国家森林公园，但是这些鸟类受到非法捕猎的威胁。